# Coleophora idaeella
Coleophora idaeella é uma espécie de mariposa do gênero Coleophora pertencente à família Coleophoridae.